# Hakkelaarsbrug
Hakkelaarsbrug (52° 19′ N, 5° 06′ L) é uma cidade dos Países Baixos, na província de Holanda do Norte. Hakkelaarsbrug pertence ao município de Muiden, e está situada a 6 km, a noroeste de Bussum.